# Črni Potok pri Kočevju
Črni Potok pri Kočevju je naselje u slovenskoj Općini Kočevju. Črni Potok pri Kočevju se nalazi u pokrajini Dolenjskoj i statističkoj regiji Jugoistočnoj Sloveniji. 

## Stanovništvo
Prema popisu stanovništva iz 2002. godine naselje je imalo 138 stanovnika.